# Joseba Zulaika
Joseba Zulaika Irureta (Itziar, Guipúscoa, 1948) és un antropòleg i escriptor en èuscar.
Resideix a Reno (Estats Units) on dirigeix el Center for Basque Studies. Ha fet assaigs, entre altres temes, sobre el bertsolarisme, la caça i especialment sobre l'evolució d'ETA des del punt de vista antropològic Etaren hautsa [La pols de l'ETA].

## Obres

### Novel·la
- Zu zara... (1982, Hordago)

### Assaig
- Bertsolariaren jokoa eta jolasa (1985, Baroja)
- Ehiztariaren erotika (1990, Erein)
- Bertsolaritzaz bi saio (2003, Bertsolari)
- ETAren hautsa (2006, Alberdania)
- Vieja Luna de Bilbao (2014, Nerea), Premi Euskadi

### Poesia
- Adanen poema amaigabea (1975, Haranburu)